# Anne Wiazemsky
Anne Wiazemsky, född 14 maj 1947 i Berlin, död 5 oktober 2017 i Paris, var en fransk skådespelare och författare. Wiazemsky, som var av rysk härkomst, gjorde sin skådespelardebut 1966 i Robert Bressons film Au hasard Balthazar och medverkade i filmer av bland andra Jean-Luc Godard och Pier Paolo Pasolini. Sedan slutet av 1980-talet var hon författare på heltid.
Wiazemsky var gift med regissören Jean-Luc Godard mellan 1967 och 1979. Hon var barnbarn till nobelpristagaren François Mauriac.